# Аут (роман)
Аут (яп. アウト) — роман-триллер, написанный японской писательницей Кирино Нацуо в 1997 году. Произведение было удостоено престижной литературной награды Mystery Writers of Japan Award за лучший роман. В 2004 году роман издан на английским языке, для Нацуо это стало международным дебютом. Роман был номинирован на премию Эдгара Аллана По. В 2006 году Аут впервые появился в России в переводе с английского Сергея Самуйлова.
Действие романа вращается вокруг четырёх женщин, из-за тяжёлых жизненных обстоятельств вынужденных ночью подрабатывать на фабрике по производству бэнто в пригороде Токио. В произведении затрагиваются проблемы японского общества времён краха экономики «финансового пузыря», темы распада семьи, дискриминации трудовых мигрантов, организованной преступности.

## Сюжет
Завязка сюжета происходит перед началом ночной смены на заводе. Масако Катори, основной персонаж повествования, переживает семейный кризис. Она не может найти общий язык с сыном подростком, а муж полностью отчуждён от семьи. Йоси Адзума, недавно овдовевшая мать-одиночка чуть старше пятидесяти, вынуждена ухаживать за частично парализованной свекровью. Яои Ямамото, 34-х летняя мать двоих детей и жертва домашнего насилия. Её муж, Кенджи, тратит семейные деньги в хостес-клубе. Кунико Дзэноути — немного полная женщина 33 лет. Из-за склонности жить не по средствам она оказалась должна ростовщику.
Всё меняется, когда Кенджи Ямамото проигрывает все семейные сбережения и устраивает дебош в хост-клубе. Его владелец, Сатакэ, при свидетелях вышвырнул пьяного Кенджи. Вернувшись домой Ямамото признался во всём жене. Начинается ссора, Кенджи бьёт Яои. Та, находясь в состоянии аффекта, душит Кенджи ремнём. В отчаянии Яои просит Масако о помощи. В смерть Кенджи оказываются втянуты все четыре подруги — они расчленяют тело и упаковывают останки в мусорные пакеты. Однако из-за безответственности Кунико, выбросившей свою часть в обычную урну в городском парке, исчезновение Кенджи начинает расследовать полиция. Подозрения падают на Сатакэ, человека с тяжёлым прошлым. Из-за расследования он лишается всего и решает найти и наказать настоящих виновников исчезновения Ямамото. Тем временем Кунико, в обмен на списание долгов, раскрывает тайну убийства ростовщику, и вскоре среди преступников Токио распространяются слухи о надёжном способе избавиться от мёртвого тела.